# Harpovoluta
Harpovoluta là một chi ốc biển, là động vật thân mềm chân bụng sống ở biển trong họ Volutidae.

## Các loài
Các loài thuộc chi Harpovoluta bao gồm:
- Harpovoluta charcoti (Lamy, 1910)[2]